# فرودگاه آبی کمبل ریور
فرودگاه آبی کمبل ریور (به انگلیسی: Campbell River Water Aerodrome) یک فرودگاه خصوصی با کد یاتا YYH است که یک باند فرود آب دارد. این فرودگاه در کشور کانادا قرار دارد و در ارتفاع ۰ متری از سطح دریا واقع شده‌است.

## شرکت‌های هواپیمایی و مقصدهای پروازی
| شرکت‌های هواپیمایی    | مقصدهای پروازی |
| -------------------- | -------------- |
| Central Mountain Air | پرینس جرج      |
| Integra Air          | کالگری         |